# Société japonaise du Royaume-Uni

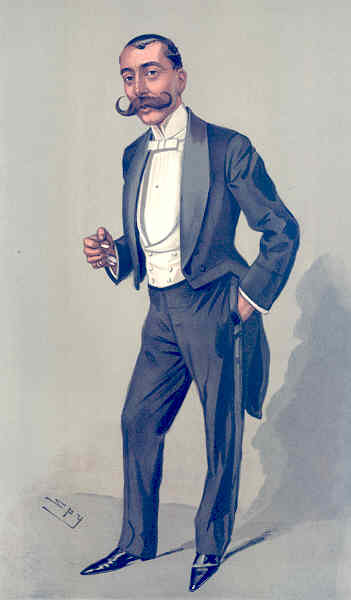
Arthur Diosy, fondateur de la société japonaise de Londres.

La société japonaise du Royaume-Uni est une organisation fondée en 1891 qui s'occupe des relations anglo-japonaises. C'est la plus ancienne organisation de ce type entre un pays européen et le Japon.
La société est également appelée Société japonaise de Londres, ou simplement la Société japonaise.

## Histoire
La société est fondée lors du congrès international des orientalistes à Londres le 9 septembre 1891, par une résolution appelant à la formation d'une organisation destinée à l'« encouragement des études japonaises et dans le but de rassembler toutes les personnes au Royaume-Uni et dans le monde intéressées par le Japon ».
Arthur Diosy (1856-1923), le fondateur de la société, parlait couramment japonais et avait écrit plusieurs livres, dont The New Far East'.
Le centenaire de la société est marqué par le festival japonais (en), le plus grand événement de ce genre à être organisé, et son 110e anniversaire est nommé « Japon 2001 »

## Membres
La société annonce avoir 1 000 membres individuels ou entrepreneuriales, dont 45 % de Japonais.

## Fusion
En octobre 2007, l'organisme de bienfaisance Japan 21 fusionne avec la société qui adopte ses activités dans l'éducation et sociales liées au Japon.

## Publications
Proceedings (Japan Society (London, England))
De 1957 à 1985, la société a publié :
Bulletin - Japan Society of London
De 1892 à 1941, la société a publié :
Japan Society, London. Transactions and Proceedings